# Mazda Xedos 9
Der Mazda Xedos 9 ist eine viertürige Frontantriebs-Limousine der oberen Mittelklasse des japanischen Herstellers Mazda, die von Mitte 1993 bis Ende 2002 hergestellt wurde. Sie war oberhalb des Mazda Xedos 6 angesiedelt. 

## Geschichte
Im November 1993 begann Mazda mit dem Verkauf des Xedos 9 in Deutschland. In Japan wurde er als Eunos 800 vermarktet, in Amerika ab 1995 als Mazda Millenia. 
Im Oktober 1995 wurde der 2,5i V6-Motor überarbeitet, nun leistete er bei gleichem Hubraum 120 kW. Ab Herbst 2000 wurde er als einzige Motorisierung sowie ausschließlich mit Automatikgetriebe angeboten.
Im Laufe der Bauzeit erhielt der Wagen diverse Überarbeitungen: So bekam er Anfang 1997 das neue Markenzeichen – den Flügel. Mitte 1999 erfolgte eine leichte Modellpflege mit weißen Blinkleuchten vorn, einem neuen Lenkrad und geänderten Heckleuchten. 
Im Oktober 2000 wurde der Xedos 9 noch einmal überarbeitet. Diesmal fielen die Änderungen vor allem im Frontbereich auffälliger aus. Dieser war durch neue Scheinwerfer, einen größeren Kühlergrill sowie eine geänderte Frontschürze und Stoßstange gekennzeichnet. Außerdem wurden andere Farben für Außen und Innen und ein dezent veränderter Innenraum mit neu erhältlichem Navigationssystem eingeführt. Serienmäßig war der Xedos 9 nun mit elektrisch verstellbaren Vordersitzen, einem Lederlenkrad und -schaltknauf, ABS, vier Airbags und TCS ausgestattet. Weiterhin wurde nun auch ein elektrisches Glasschiebedach und das Modulare Mazda Audio System (Hifi-Anlage) in die Serienausstattung übernommen.
Im Dezember 2002 wurde die Produktion wegen zu niedriger Absatzzahlen eingestellt.

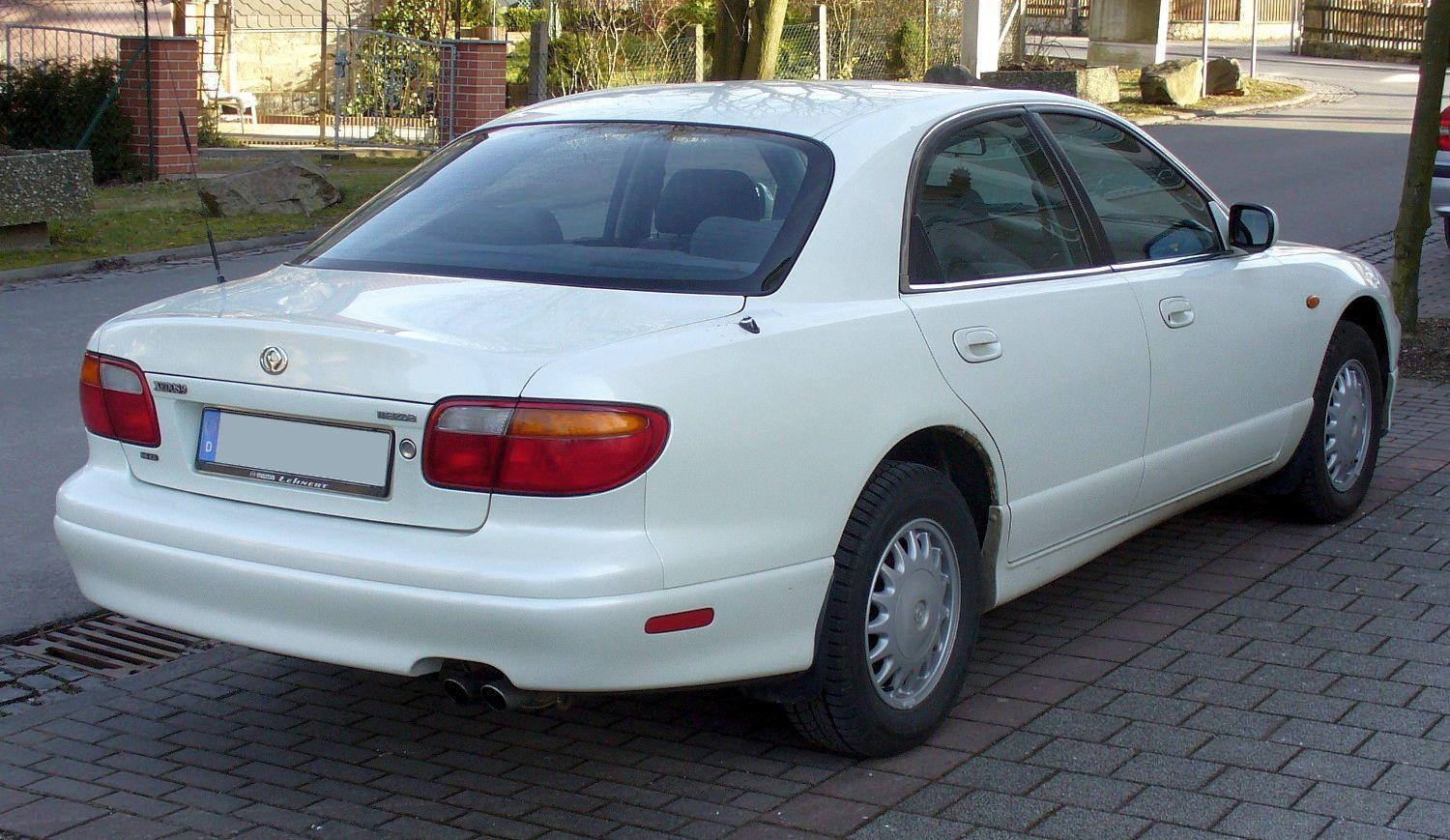
Heckansicht
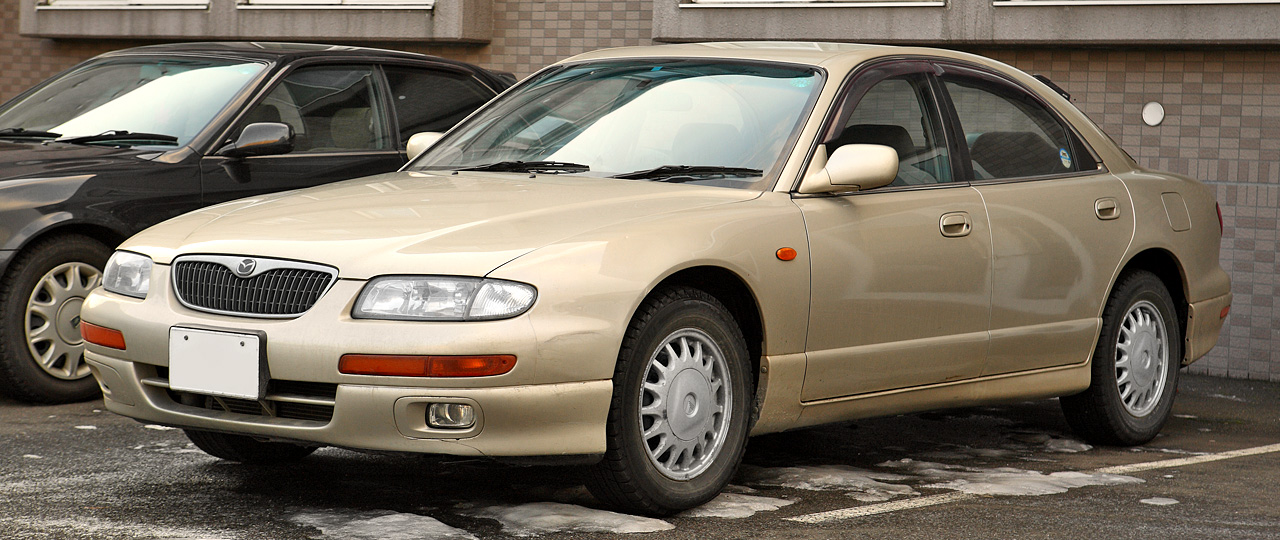
Mazda Xedos 9 (1997–1999)
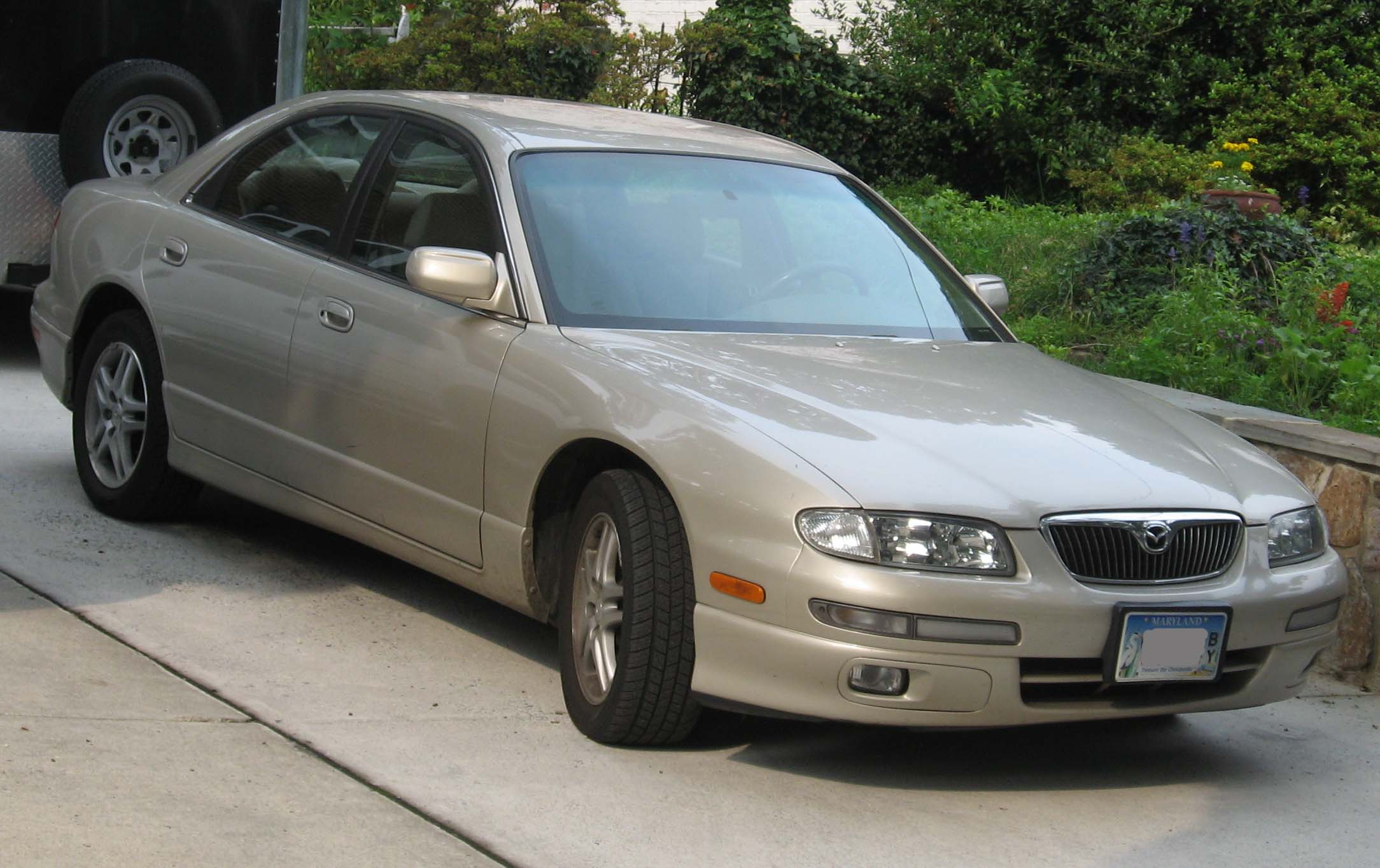
Mazda Xedos 9 (1999–2000)
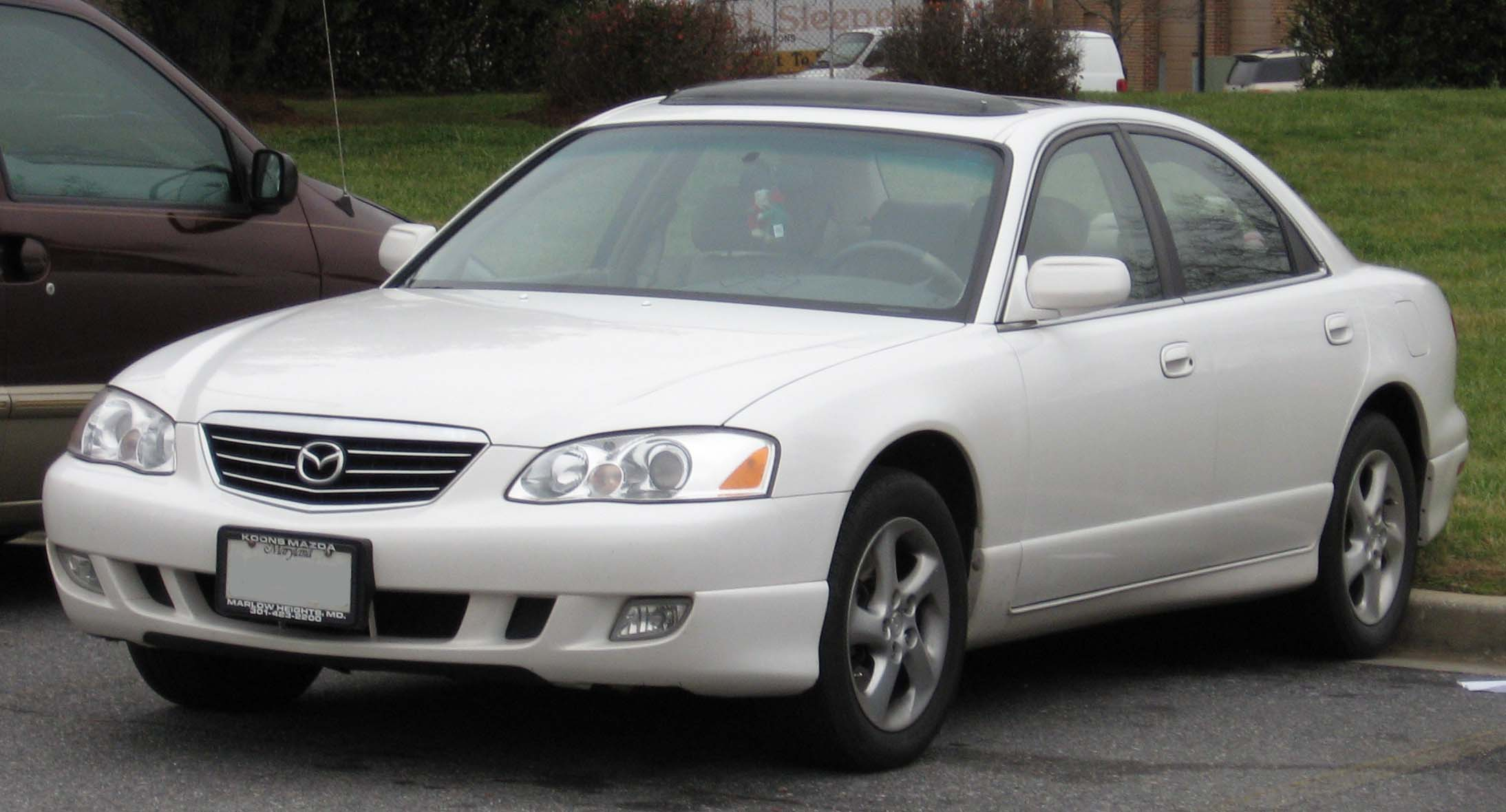
Mazda Xedos 9 (2000–2002)

## Technik

### Motoren
Folgende Motoren dienten für den Xedos 9 als Antriebsquelle: 
- 2,0i Sechszylinder-Ottomotor mit 1995 cm³ Hubraum in V-Bauart mit 105 kW (143 PS), 5-Gang-Schaltgetriebe oder 4-Stufen-Automatikgetriebe (07/1993–09/2000)
- 2,3i Miller Cycle Sechszylinder-Ottomotor mit 2255 cm³ Hubraum in V-Bauart mit 155 kW (210 PS), 4-Stufen-Automatikgetriebe (02/1995–09/2000)
- 2,5i Sechszylinder-Ottomotor mit 2497 cm³ Hubraum in V-Bauart mit 123 kW (167 PS), 5-Gang-Schaltgetriebe oder 4-Stufen-Automatikgetriebe (07/1993–12/2002; ab 10/1995: 120 kW/163 PS)

Alle Motoren haben einen geregelten 3-Wege-Katalysator und zwei obenliegende Nockenwellen pro Zylinderreihe. Vier Ventile pro Zylinder, Nockenwellenantrieb per Zahnriemen und ein vorn quer eingebauter Motor sind weitere technische Details. Die Motorschmierung findet durch die sogenannte Druckumlaufschmierung mit Sichelpumpe und Wechselölfilter im Hauptstrom statt, die Motorkühlung durch Überdruck-Flüssigkeitskühlung.

### Kraftübertragung
Angetrieben wird der Xedos 9 durch Frontantrieb. Als Getriebe steht entweder ein vollsynchronisiertes Fünfgang-Schaltgetriebe oder eine elektronisch gesteuerte 4-Stufenautomatik mit Wandlerüberbrückung für die größeren V6-Motoren zur Auswahl. Die Einscheibentrockenkupplung ist hydraulisch betätigt. (bei Automatik: hydrodynamischer Drehmomentwandler)

### Karosserie
Eine selbsttragende und verwindungsarme Ganzstahlkarosserie mit energieabsorbierender Front- und Heckpartie schützt die Insassen auf allen fünf Sitzplätzen. Das Kofferraumvolumen beträgt 407 Liter.

### Fahrwerk
Vorne und hinten sind die Räder einzeln an Mehrlenkerachsen aufgehängt. Die Lenkung ist als Zahnstangenlenkung mit drehzahlabhängiger Servounterstützung ausgeführt und in das Lenkrad ist ein Airbag integriert. Der Wendekreis liegt bei 12,2 Metern.

### Bremsen
Das Bremssystem besteht aus einer hydraulischen Vierradbremse in einem diagonal geteilten Zweikreissystem. Vorne gibt es innenbelüftete Scheibenbremsen und hinten nur Scheibenbremsen. Ein Antiblockiersystem gab es serienmäßig, die Feststellbremse wirkt mechanisch auf die Hinterräder.